# Isognathus allamandae
Isognathus allamandae är en fjärilsart som beskrevs av Clark 1920. Isognathus allamandae ingår i släktet Isognathus och familjen svärmare. Inga underarter finns listade i Catalogue of Life.